# Lunar Linux
Lunar Linux — дистрибутив Linux, поддерживаемый системой управления пакетами на базе репозиториях. Проект является потомком дистрибутива Sorcerer Linux.
Установочный диск сначала устанавливает начальную загрузку полного дистрибутива. После того, как пользователь сообщит менеджеру Lunar, какие пакеты потребуются, он автоматически создаёт программное обеспечение, загружая текущий исходный код, и локально компилируя оптимизированный пакет. Таким образом, Lunar можно рассматривать как дистрибутив, основанный на Linux From Scratch. Все инструменты Lunar Linux, включая менеджер пакетов, полностью написаны на языке сценариев оболочки bash, что позволяет их легко модифицировать, и без необходимости перекомпилировать каждый раз, когда исправляется ошибка.
В настоящее время Lunar поддерживает архитектуру i686, и x86-64, но была реализована пользователями на SPARC. В настоящее время для архитектур без архитектуры x86 не предусмотрена поддержка установки.
Lunar начался как форк Sorcerer из-за беспокойства относительно неопределенного будущего дистрибутива. Кайл Салли, единственный сопровождающий и ведущий разработчик Sorcerer, решил переквалифицировать весь код Sorcerer в свою собственную лицензию под названием «Sorcerer Public License», как способ остановить людей от «кражи» его работы после создания Lunar. Этот шаг заставил остальную команду разработчиков Sorcerer оторваться, и создать то, что по сути является прямым продолжением последней версии Sorcerer, лицензированной в соответствии с GNU General Public License, называемой Source Mage. Сравнительно, Lunar фокусируется больше на значениях KISS, в то время как, Source Mage фокусируется на расширенном системном администрировании.
Первоначально проект возглавлял Чак Мед, разработчик Xfce, который работал с обоими проектами Foo-Projects. Затем, проект был передан Аку Коку.
Название Lunar происходит от ныне несуществующей фирмы Чака Меда — MoonGroup. Схема именования Lunar первоначально использовалась для заброшенного форка Red Hat Enterprise Linux, созданной Медом во время работы в Red Hat.
Немецкий интернет-провайдер IP Minds отличается тем, что использовал Lunar Linux в своей инфраструктуре.
Основные версии Lunar версии названы в честь ориентиров на Луне.